# Atari
Atari je američka tvrtka u većinskom vlasništvu francuske Infogames Entertainment SA. Istoznačnica je za računalne igre, konzole, arkadne igre i računala.

## Proizvodi

### Povijesni
- Pong (nekoliko inačica)
- Atari 2600
- Atari 5200
- Atari 7800
- Atari XEGS
- Atari Lynx
- Atari Jaguar
- Atari 8-bit obitelj
- Atari ST, Atari STE
- Atari MEGA ST, Atari MEGA STE poslovna linija
- Atari TT
- Atari Falcon
- Atari Transputer Workstation
- Atari Portfolio dlanovno računalo

### Trenutni
- Alone in the Dark
- Boiling Point: Road to Hell
- Backyard Sports
- Driver
- RollerCoaster Tycoon 3
- Test Drive
- Unreal Tournament
- Neverwinter Nights 2

## Vanjske poveznice
- Službene stranice tvrtke Atari
- Koristički portal za Atari